# Nalini
Nalini is een Italiaans kledingmerk voor wielrenners en wielertoeristen. Het is een handelsmerk van MOA Sport. De bedrijfszetel is in Castel d'Ario nabij Mantua.
Nalini is of was de kledingsponsor van een aantal internationale professionele wielerteams, waaronder Banesto, Team Gerolsteiner, Cofidis, Caisse d'Epargne, Bouygues Télécom, Liquigas, FDJeux.com, Movistar en Lampre-ISD.
MOA Sport heeft nog een ander wielerkledingmerk, MOA. Dat sponsort onder meer de wielerploegen Team HTC-High Road, Astana en Euskaltel-Euskadi.

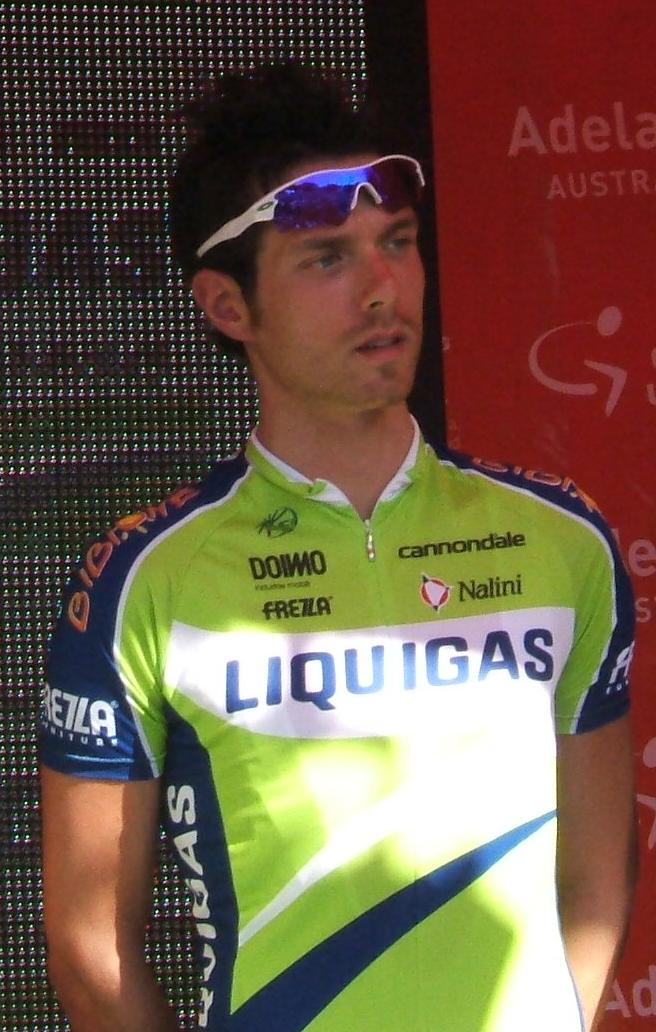
Claudio Corioni, Liquigas
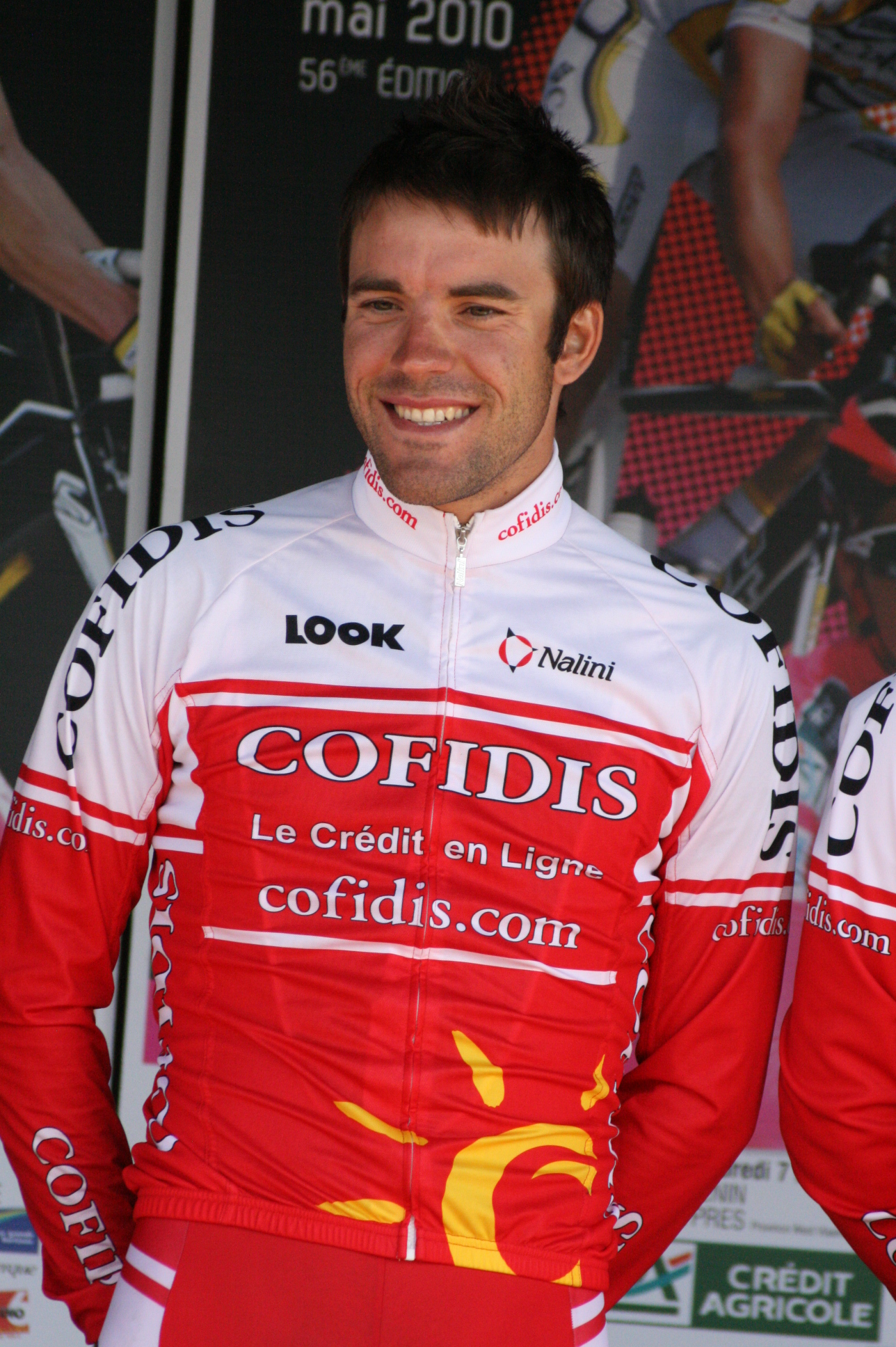
Amaël Moinard, Cofidis
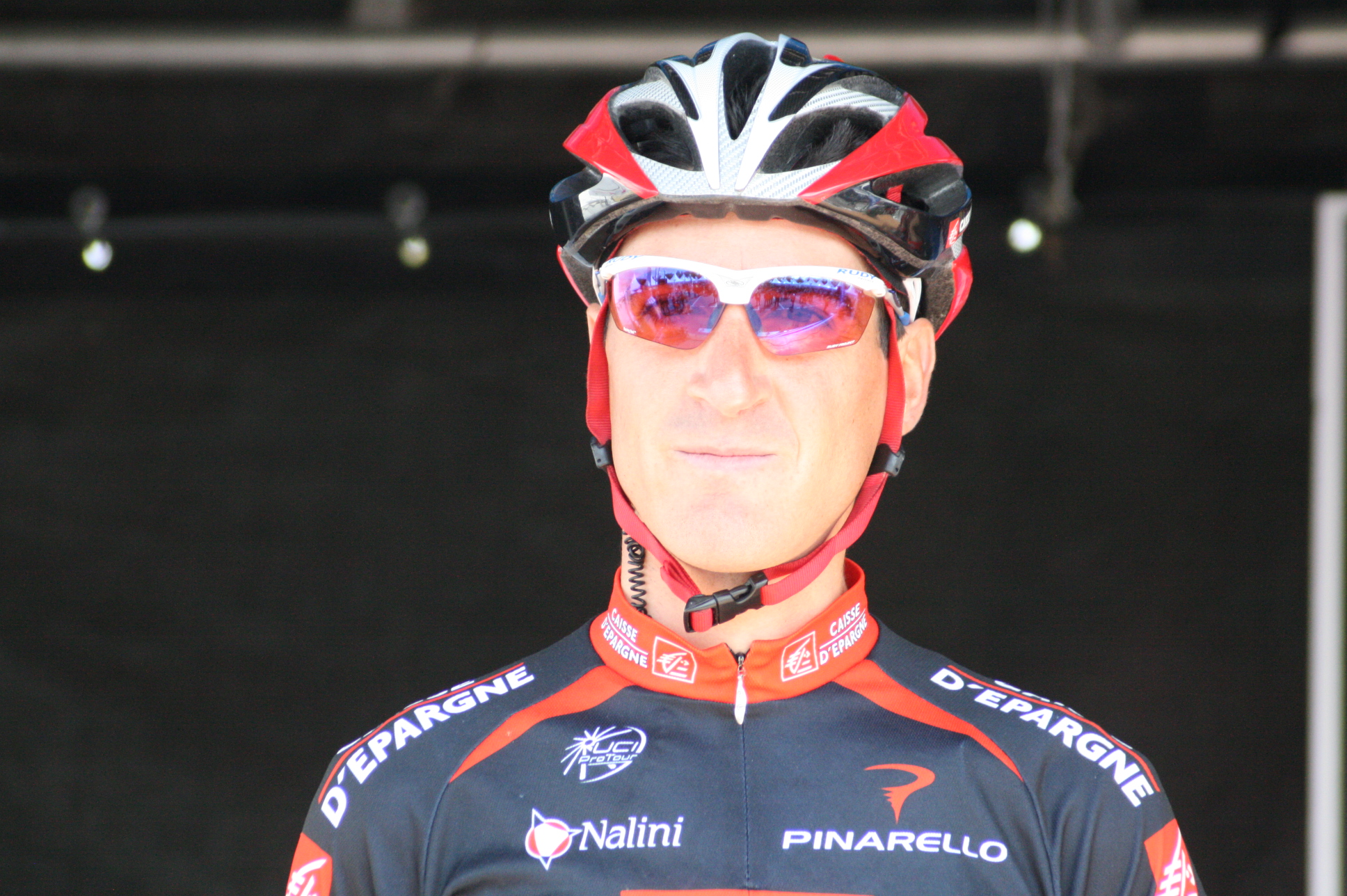
Francisco Pérez Sánchez, Caisse d'Epargne
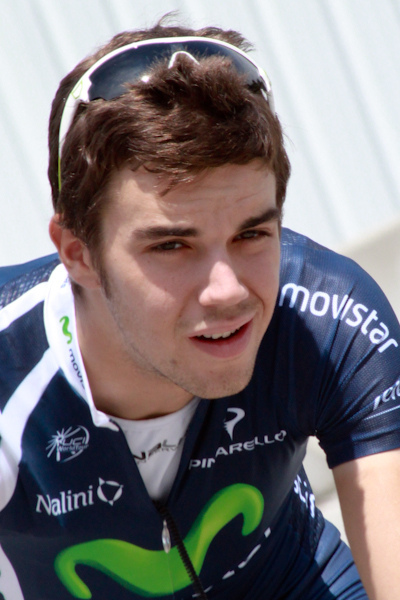
Jesús Herrada, Movistar
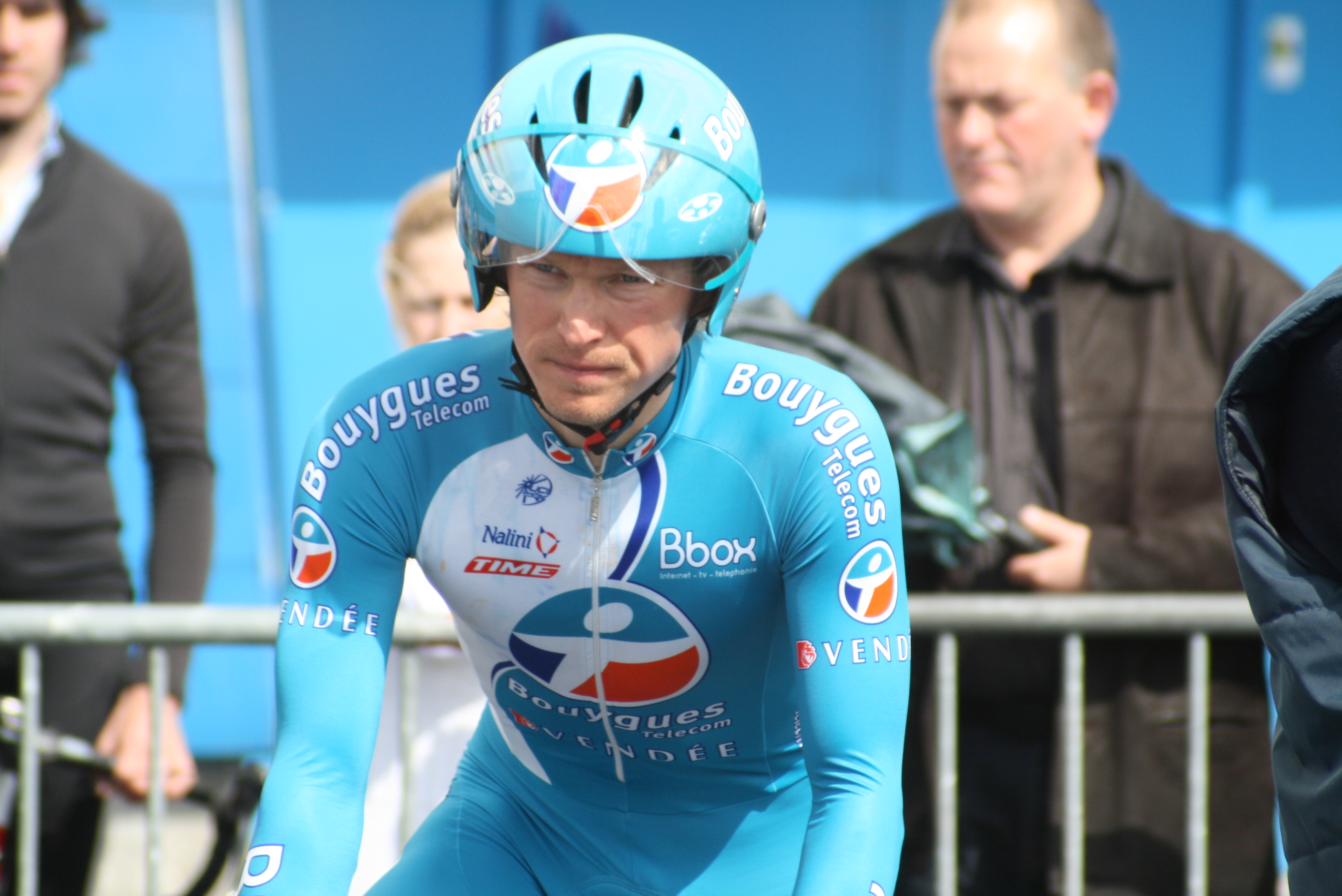
Joeri Trofimov, BBox Bouygues Telecom
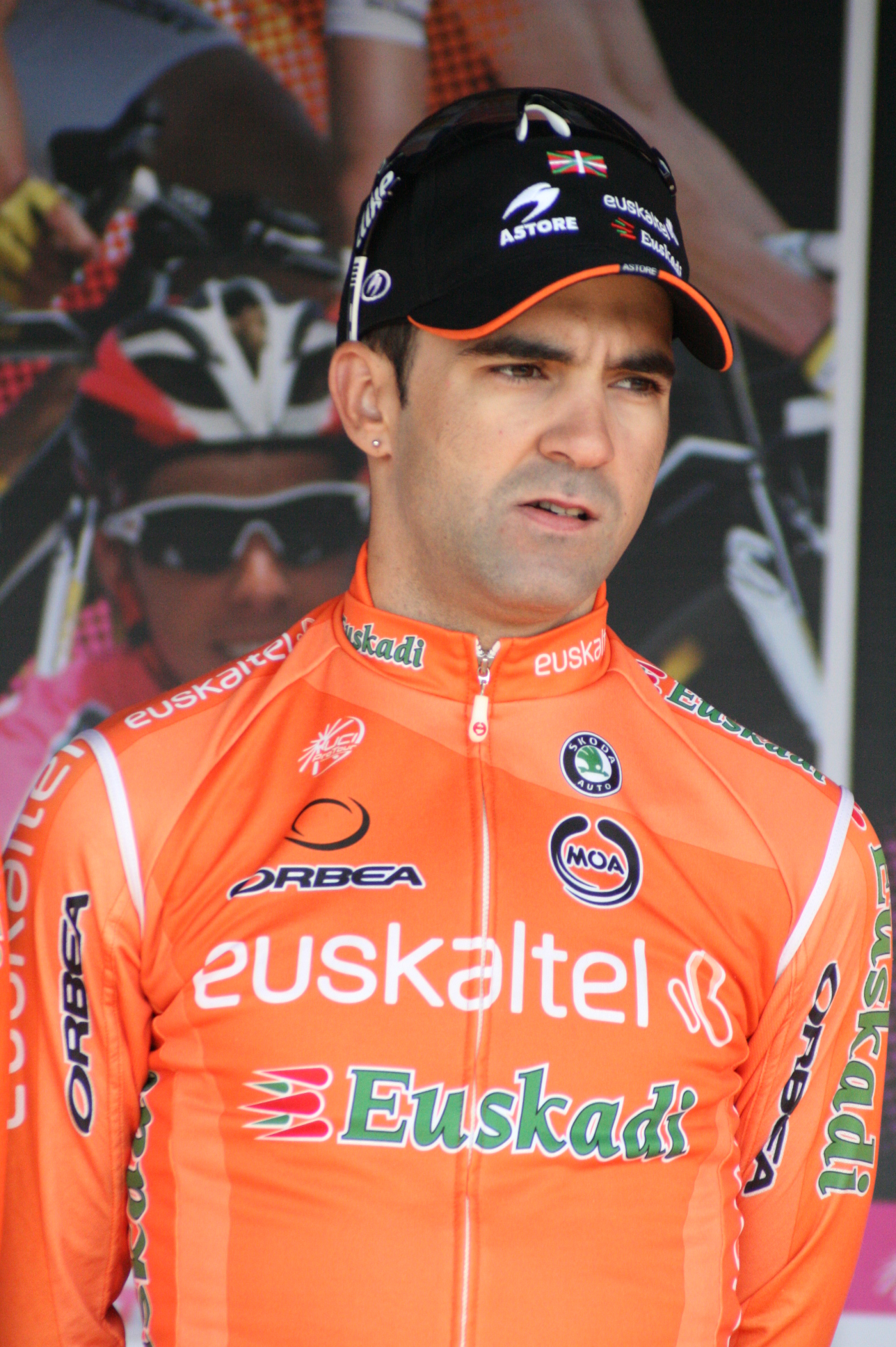
Rubén Pérez, Euskaltel-Euskadi (MOA)
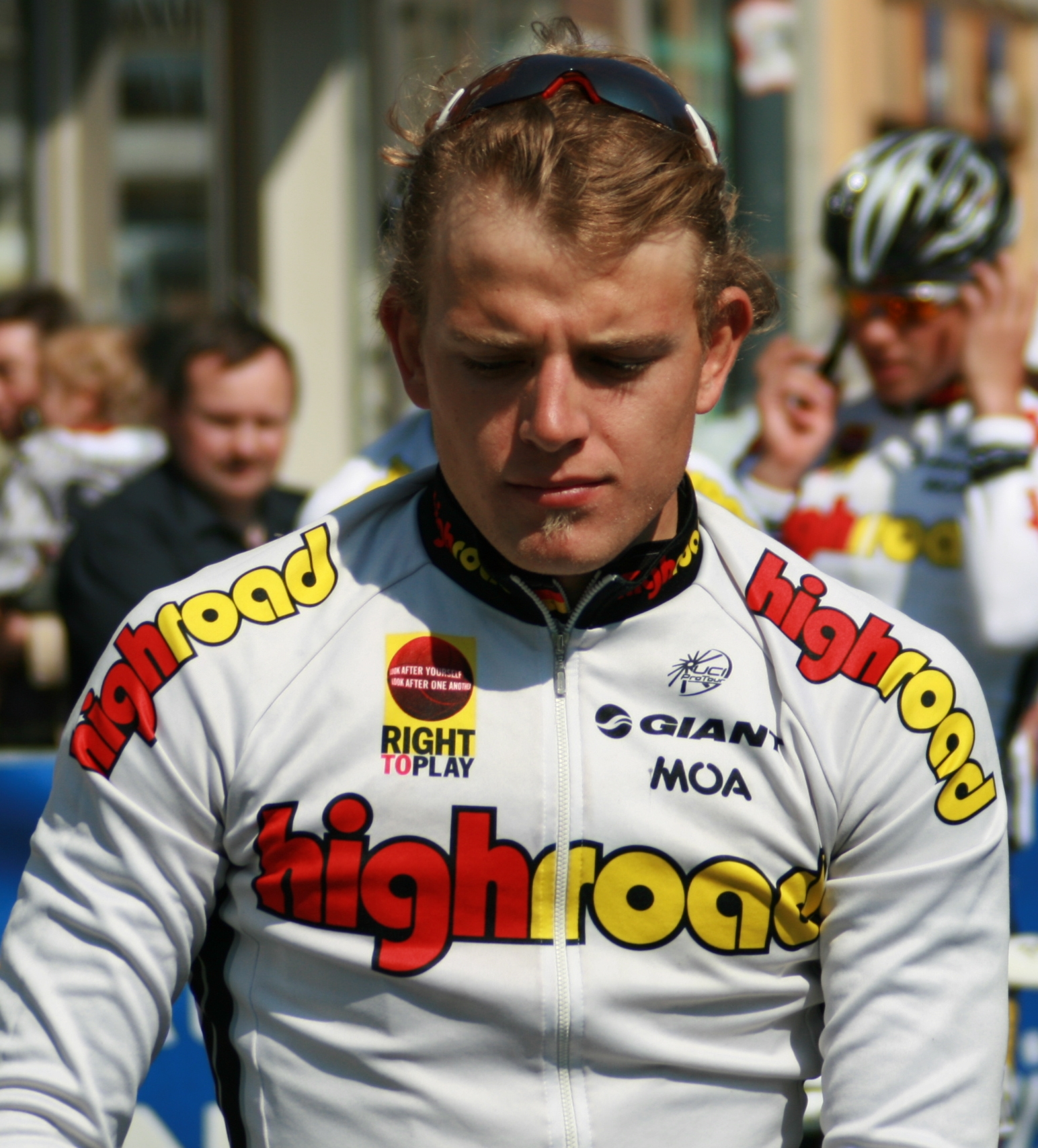
Gerald Ciolek, HTC-High Road (MOA)